# Charles-François François
Charles-François François (Ginchy, 19 juin 1775 - Nantes, 3 avril 1853) est un militaire français ayant participé aux guerres de la Révolution et de l'Empire. Il a laissé un journal de souvenirs intitulé « Journal du Capitaine François ». 
Charles-François François  raconte dans le détail ses 38 ans de service dans les armées de la République, de l'Empire, et pour finir du Royaume de France. Probablement réécrit en tout ou partie  mais fondamentalement authentique[réf. nécessaire], ce document exprime, un peu comme Fabrice à Waterloo, le point de vue du soldat de base, engagé pour « connaître des choses extraordinaires »[réf. nécessaire], puis passé officier, qui a connu Valmy, Arcole, la Campagne d'Égypte (dans le Régiment de Dromadaires), Austerlitz, la campagne d'Espagne (évadé des pontons de Cadix), la campagne de Russie, les Cent Jours, Waterloo, la Restauration[réf. nécessaire]. Redoutable guerrier, « criblé de blessures », mais aussi escrimeur, flûtiste, et polyglotte, Charles François fut en outre un séducteur-né qui ne comptait plus celles qui « ne lui furent pas cruelles »[réf. nécessaire].

## Acte de décès de Charles-François François

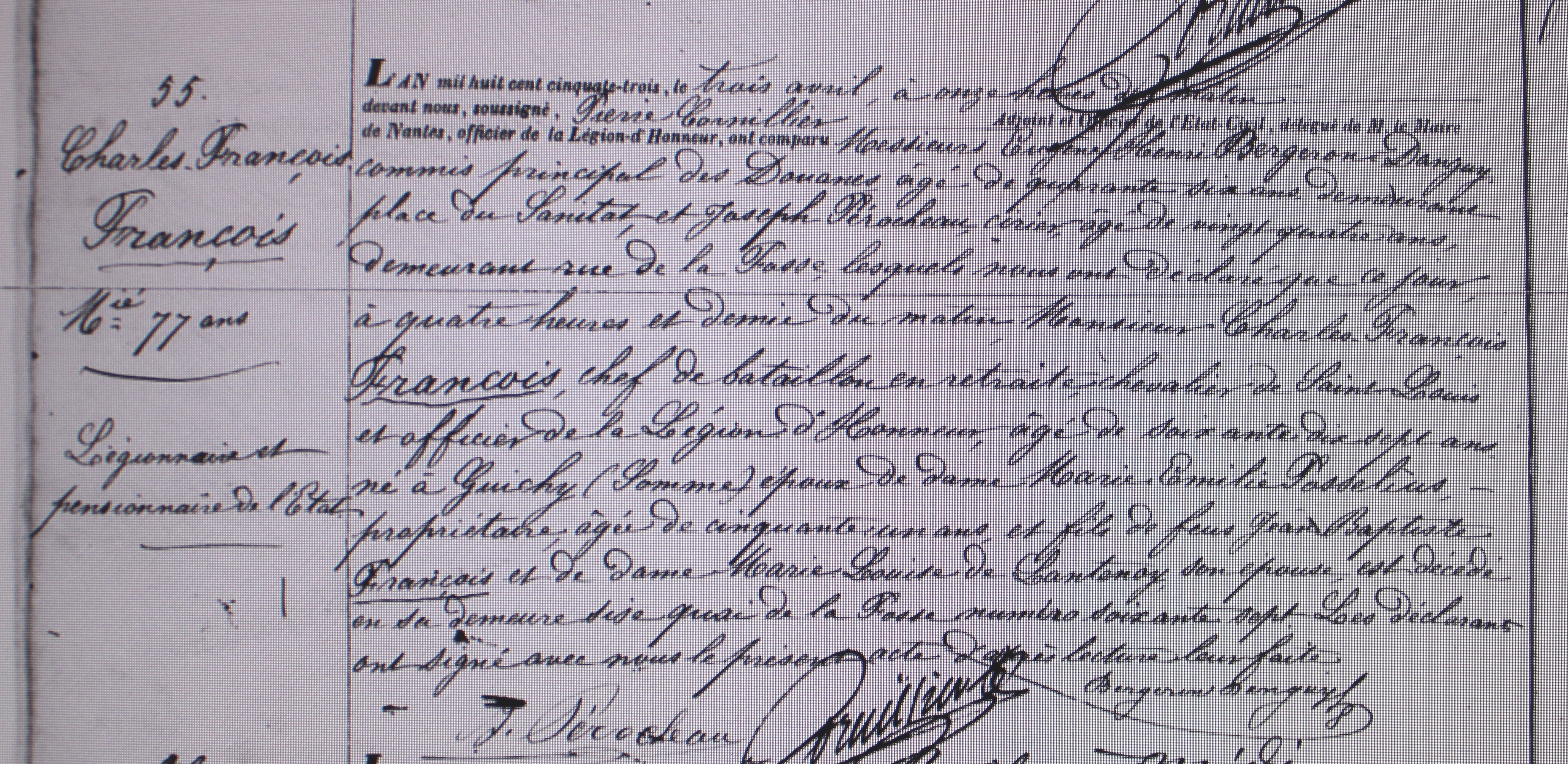
Acte de décès de Charles-François François - Nantes le 3 avril 1853.

Nantes Année 1853 -Acte n° 55 - Décès de Charles-François François le 3 avril 1853 - 77 ans marié - Légionnaire et pensinnaire de l'Etat
... chef de bataillon en retraite, chevalier de Saint-Louis et Officier de la Légion d'honneur...
né à Guichy (Somme) époux de Dame Marie Emilie Passelins..
fils de feus Jean-Baptiste François et de dame Marie-Louise de Lantenoy....